# Национальный университет «Дель — Литораль»
Национальный университет «Дель — Литораль» или Национальный университет Побережья (исп. Universidad Nacional del Litoral, UNL) — высшее публичное учебное заведение Аргентины, расположенное в г. Санта-Фе, столице одноименной провинции. Имеет несколько структурных подразделений в городах Эсперанса, Реконкиста и Гальвес.
Университет является одним из основных центров научных исследований и технологического развития в Аргентине. В штате насчитывается около 1600 сотрудников.

## История
Существует с 1889 года. Первоначально носил название — Провинциальный университет Санта-Фе. Реформа университетского образования 1918 года в Аргентине привела к модернизации и демократизации к высшего образования в стране.
Создан на базе юридического факультета университета Санта-Фе (с 1889 года) и Промышленной школы (созданной в 1909 году). Первыми факультетами были юридический, промышленности, сельского хозяйства и химический.
Нынешнее название носит с 17 октября 1919 года.

## Структура
- Факультет архитектуры, дизайна и урбанистики
- Факультет биохимии и биологических наук
- Факультет сельскохозяйственных наук
- Факультет экономических наук
- Факультет юридических и социальных наук
- Факультет медицинских наук
- Факультет ветеринарных наук
- Факультет гуманитарных наук
- Факультет химической инженерии
- Факультет инженерных наук и гидрологии
- Высшая школа здравоохранения «Ramón Carrillo»
- Высший музыкальный институт

## Известные преподаватели и выпускники
- Гудиньо Киффер, Эдуардо
- Дзено, Ана Мария
- Обейд, Хорхе
- Саэр, Хуан Хосе